# Hailey (West Oxfordshire)
Hailey – wieś w Anglii, w hrabstwie Oxfordshire, w dystrykcie West Oxfordshire. Leży 17 km na zachód od Oksfordu i 100 km na zachód od Londynu. W 2001 miejscowość liczyła 1158 mieszkańców.